# Ignatius White
Sir Ignatius White, (markiz d'Albeville) (ur. 1626, zm. 1694) – baronet angielski dyplomata, 17. baron Kerry i Lixnaw, latach 1686–1688 ambasador w Hadze oraz późniejszy ambasador w Madrycie. Był stronnikiem angielskiego króla Jakuba II podczas chwalebnej rewolucji.
Sir Ignatius White poślubił Mary FitzMaurice, córkę Patricka FitzMaurice.

## Publikacje
- Bantam (Indonesia) – History – 17th century, Knuttel 1687